# Ljubow Iwanowna Sadtschikowa
Ljubow Iwanowna Sadtschikowa (russisch Любовь Ивановна Садчикова, wiss. Transliteration Ljubov' Ivanovna Sadčikova) (* 22. September 1951 in Kuibyschew; † 22. November 2012 in Smolensk) war eine sowjetische Eisschnellläuferin.

## Werdegang
Sadtschikowa trat international erstmals bei der Winter-Universiade 1972 in Lake Placid in Erscheinung, wobei sie über 500 m die Bronzemedaille gewann. In den folgenden Jahren lief sie bei der Sprintweltmeisterschaft 1973 in Oslo auf den siebten Platz, bei der Sprintweltmeisterschaft 1974 in Innsbruck auf den vierten Rang und bei der Sprintweltmeisterschaft 1975 in Göteborg auf den fünften Platz im Sprint-Mehrkampf. Zudem hielt sie im März 1975 mit einer Zeit von 41,69 Sekunden für acht Tage den Weltrekord über 500 m. Bei ihrer einzigen Teilnahme an Olympischen Winterspielen im Februar 1976 in Innsbruck errang sie den sechsten Platz über 500 m. Bei sowjetischen Meisterschaften siegte sie im Jahr 1977 über 1000 m und im Jahr 1978 über 500 m. Ihren größten Erfolg hatte sie bei der Sprintweltmeisterschaft 1978 in Lake Placid mit der Goldmedaille im Sprint-Mehrkampf. Von 10. April 1978 bis zum 2. Oktober 1979 führte sie in Adelskalender an und kam bei der Sprintweltmeisterschaft 1979 in Inzell auf den 15. Platz im Sprint-Mehrkampf. Nach der Saison 1979/80 beendete sie ihre Karriere.

## Erfolge

### Olympische Spiele
- 1976 Innsbruck: 6. Platz 500 m

### Sprint-Weltmeisterschaften
- 1973 Oslo: 7. Platz Sprint-Mehrkampf
- 1974 Innsbruck: 4. Platz Sprint-Mehrkampf
- 1975 Göteborg: 5. Platz Sprint-Mehrkampf
- 1978 Lake Placid: 1. Platz Sprint-Mehrkampf
- 1979 Inzell: 15. Platz Sprint-Mehrkampf

## Persönliche Bestzeiten
| Disziplin | Zeit        | Datum          | Ort    |
| --------- | ----------- | -------------- | ------ |
| 500 m     | 40,84 s     | 10. April 1978 | Almaty |
| 1000 m    | 1:23,80 min | 22. März 1976  | Almaty |
| 1500 m    | 2:13,76 min | 22. März 1976  | Almaty |
| 3000 m    | 5:02,50 min | 22. März 1976  | Almaty |